# NGC 1476
NGC 1476 je galaksija u zviježđu Sat.

## Vanjske poveznice
- SEDS: NGC 1476